# Weitzel-Mudersbach

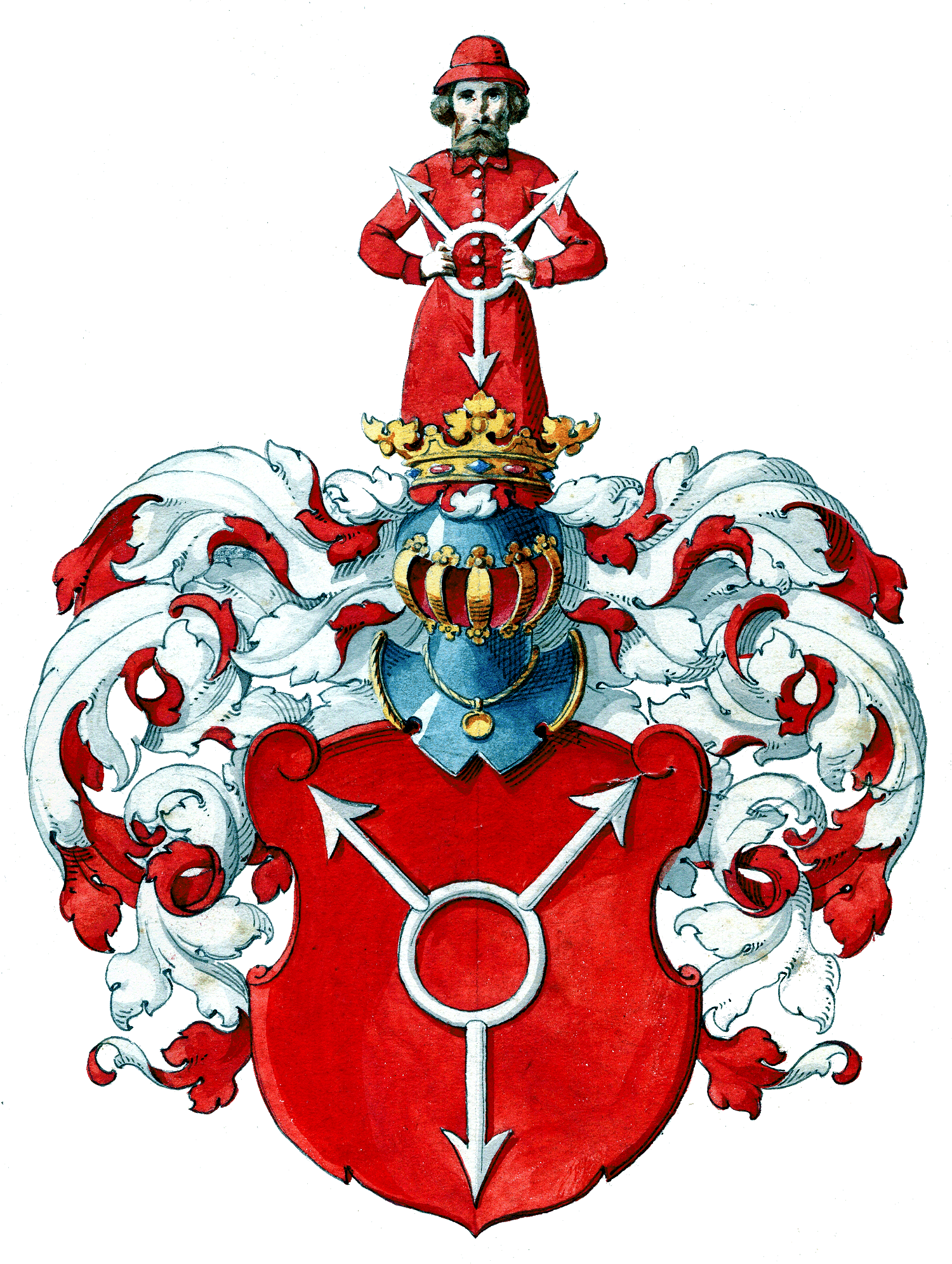
Wappen der Weitzel von Mudersbach

Das Geschlecht derer Weitzel von Mudersbach ist ein zunächst hessisches, später preußisches Adelsgeschlecht.

## Geschichte
Die Ursprünge der Familie Weitzel von Mudersbach lassen sich bis 1553 zurückführen. Die Stammreihe beginnt mit Reinhard Wetzel (urkundl. 1569), Ratsverwandtem zu Homburg vor der Höhe, dessen Sohn Johann 1600 als Landgräflich hessisch-darmstädter Kammerrat und Landschreiber mit den Mudersbach'schen Höfen bei Darmstadt belehnt wurde. Die Familie nahm Ende des 17. Jahrhunderts ihren Sitz in Berlin. Im 19. Jahrhundert waren sie in der Altmark begütert und seit 1858 bis zum Verlust des Gutes Osterwein 1945 in Ostpreußen ansässig.
In den Großherzoglich hessischen Adelsstand als Weitzel von Mudersbach in Darmstadt am 26. Dezember 1860 erhoben, der Beschluss fiel bereits am 25. November 1858. Die preußische Adelsanerkennung folgte am 21. Juli 1861 in Baden-Baden für die Gebrüder Karl Ludwig, Herrn auf Osterwein, preußischer Referendar a. D., Herrmann Ludwig, preußische Leutnant a. D., und Bernhard Ludwig Weitzel, Herrn auf Schrammelwitz Kr. Neiße.
Zweige der Familie bestehen bis heute.

## Wappen
In Rot drei ins Schächerkreuz gestellte, mitten durch einen silbernen Ring verbundene auswärts-gekehrte silberne Pfeilspitzen; auf dem Helm mit rot-silbernen Decken ein wachsender bärtiger Mann in roter Kleidung und Hut, das Schildbild in den Händen haltend.

## Bekannte Familienmitglieder
- Karl Ludwig von Weitzel, Rittergutsbesitzer und Politiker[5]
- Reinhard Weitzel von Mudersbach, Reichstagsabgeordneter[6][7][8][9]
- Christoph von Weitzel-Mudersbach, Opern- und Liedsänger[10]